# 烤烟

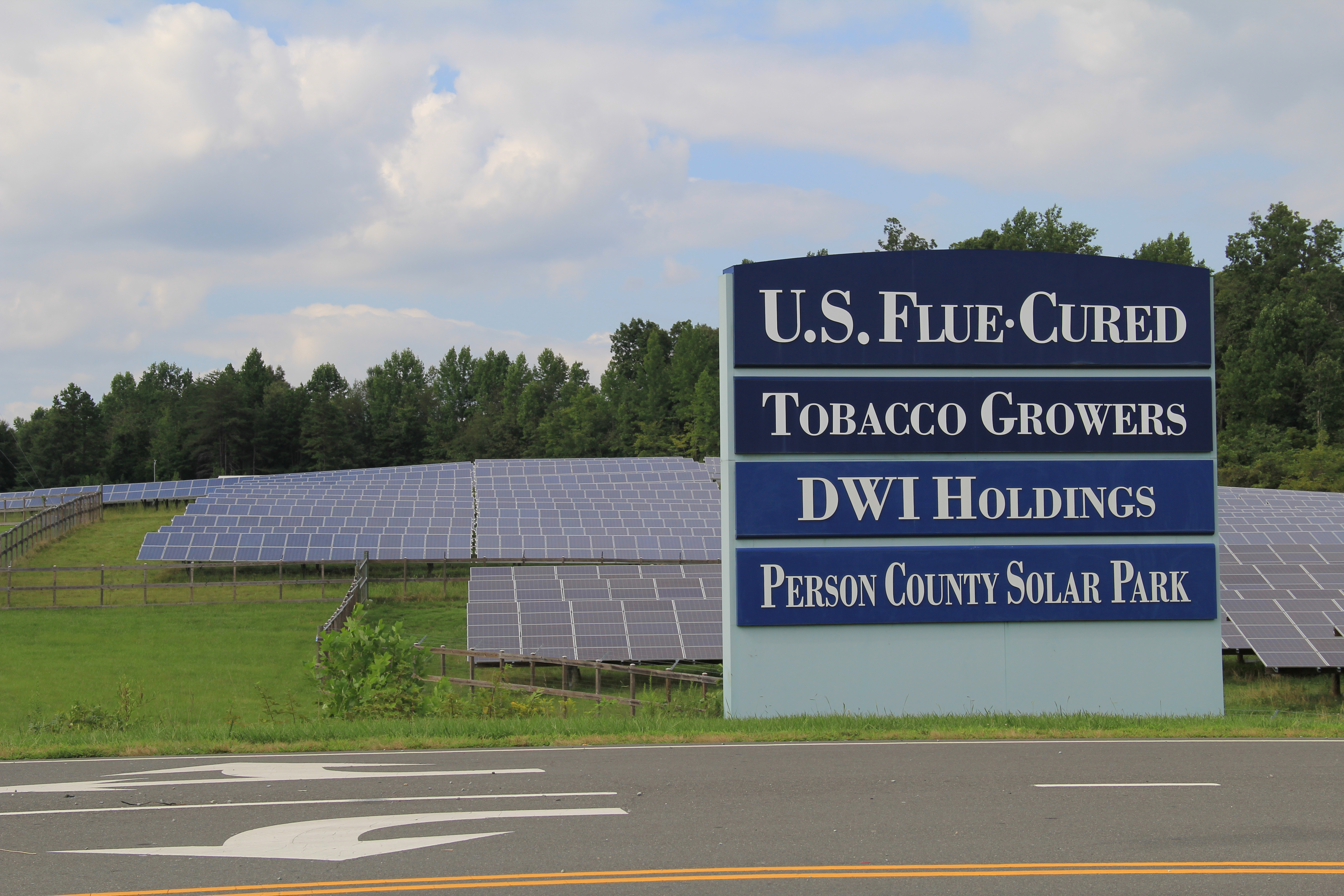
位于美国北卡罗莱纳州珀森县的烤烟种植地

烤烟是卷烟的一种，在美国，它与白肋烟一道占美国烟草生产总量的90%以上。北卡罗莱纳是美国烤烟的主要产地，生产受到国家市场份额和种植面积配额（acreage allotment）的限制。